# Motín de los Gatos
El motín de los Gatos o motín de Oropesa fue un disturbio que estalló en Madrid el 28 de abril de 1699, siguiendo las clásicas pautas de los motines de subsistencia del Antiguo Régimen, como respuesta a la carestía de alimentos, sobre todo del pan, en la época del año en que justamente el trigo era más caro: antes de la cosecha y cuando se estaban agotando las reservas del año anterior. Su nombre deriva del antiguo apodo que tenían los madrileños, llamados gatos.

## Historia
Tras dos años seguidos de malas cosechas, el motín se produjo además cuando aún estaba reciente el óbito del heredero de la monarquía, el príncipe José Fernando de Baviera en Bruselas, el 6 de febrero de 1699, y provocó la caída del segundo gobierno del VIII.º Conde de Oropesa, que era austracista.

[El corregidor de Madrid, Francisco de Vargas, a una mujer que le reprocha no poder alimentar a su marido, parado, y a sus seis hijos, con el pan, de mala calidad, que acaba de comprar a doce cuartos]:
Diese gracias a Dios de que no les costaba dos [reales] de plata... haced castrar a vuestro marido para que no os haga tantos hijos.
[Gritos de la multitud]:
Pan, pan, pan, queremos pan.... Viva el rey, muera el mal gobierno.
Documentos del motín de los Gatos.Plaza Mayor de Madrid, 28 de abril de 1699, martes, a eso de las siete.

Los disturbios, en los que la multitud exasperada comprometía gravemente el orden, sólo se calmaron con la intervención del propio rey Carlos II que llegó a dirigirse a la muchedumbre congregada ante palacio, tras lo que los ánimos se calmaron:

Sí, os perdono; perdonadme vosotros también a mí, porque no sabía vuestra necesidad, y daré las órdenes necesarias para remediarlo.

Henri d’Harcourt, conde de Harcourt y marqués de Maubec, embajador de Luis XIV en Madrid, es quien ofrece más detalles sobre los hechos en una carta:

El martes veinticinco de abril hubo un motín a causa de los altos precios que han alcanzado el trigo y el pan. Escaseó mucho ese día y un corregidor, don Francisco de Vargas, que se hallaba en el mercado donde se suele vender   (porque en Madrid se fabrica poco) y a quien se lamentaba una pobre mujer quejándose de no tener que llevar a su casa, donde le aguardaban su marido y seis hijos, le contestó en son de burla: "Pues haced castrar a vuestro marido para que no os haga tantos hijos". Un sacerdote y otras personas que estaban presentes, indignados de esta contestación, insultaron al corregidor y lo acometieron, obligándole a refugiarse en un convento para salvar su vida. Se reunieron entonces unas diez mil personas dirigiéndose a la casa del conde de Oropesa, grande de España, presidente del consejo   dando gritos estentóreos: [¡Muera, muera el perro que nos ha traído esta miseria!] Forzaron las puertas y asaltaron el edificio, intentando quemarlo y saquearlo. Los de dentro se defendieron con armas de fuego, matando a varios asaltantes. Ante la gravedad del motín, varias órdenes religiosas acudieron a la casa con el Santísimo Sacramento e imágenes del Crucificado, que expusieron en distintos balcones, pero no por ello cesó la rabia de los amotinados. Dirigiéndose estos a Palacio dando vivas al Rey y mueras al perro de Oropesa y a los Corregidores tal y cual; pedían que nombrara regidor a Ronquillo. El Rey, para calmarlos, nombró enseguida regidor a Ronquillo y éste, montando a caballo y empuñado un crucifijo, se dirigió a casa de Oropesa, donde, al cabo de cuatro horas de forcejeo, prometiendo que todo bajaría, el pan, el vino y la carne, consiguió que muchos se apartasen de allí. Pero volvieron ante Palacio y la reina hubo de asomarse al balcón y prometer, con lágrimas en los ojos, que se darían las órdenes que deseaban. No la escucharon. Sólo cuando se asomó el Rey, pidieron perdón. Él, entonces, con la extrema bondad que le caracteriza, contestó: "Sí, os perdono; perdonadme vosotros también a mí, porque no sabía vuestra necesidad y daré las órdenes necesarias para remediarlo." Dijo esto quitándose el sombrero por dos veces. La multitud volvió entonces a casa de Oropesa, a pedir los cadáveres de los que habían muerto dentro [...] Varios de los cabecillas del motín están en la cárcel, pero menudean los pasquines amenazadores en los que se dice que, si no cambia el gobierno, caerán muertos por el pueblo Oropesa, el Almirante, el conde de Aguilar [...] la condesa de Berlips y otra persona que no nombran. Persiste el rescoldo del incendio y es muy de lamentar que la plebe, desmandada, odie a la reina como en otros tiempos a la madre del rey. La carestía de los artículos de primera necesidad procede de la codicia de los asentistas del pan, del vino, de la carne y de otros artículos semejantes; que, para esquilmar al pueblo y enriquecerse ellos, los acaparan y venden al precio que les acomoda; y se cree que algunos ministros van a la parte con estos monipodios y por eso amparan a los asentadores.

El conde de Oropesa estaba en cama con un ataque de gota, y cuando empezaban a echar abajo las puertas había escapado so un hábito de monje al convento del Rosario; su esposa e hijos lo hicieron a través de la pared de otra casa, y se refugiaron en la del Inquisidor General Juan Tomás de Rocabertí. El Almirante, al oír las primeras señales de tumulto escapó en un carruaje modesto de dos mulas con las cortinas echadas y tomó un camino no usado hasta Palacio. Lo reconocieron y le llamaron "gallina" y "traidor"; entonces se encerró en su casa con 3.000 hombres de armas y solo salía para ir a Palacio, acompañado por un retén de 100 soldados; la situación del conde de Aguilar y el resto de miembros del Gobierno, los grandes y la nobleza menor era la misma. 
Las consecuencias posteriores fueron aprovechadas políticamente en el contexto de los debates por el testamento cambiante del rey (apodado El Hechizado por la historiografía francesa), y que se venían dando con anterioridad al motín. Los partidarios de la sucesión francesa en la persona de Felipe de Anjou, de la casa de Borbón, entre los que destacaba el cardenal Portocarrero, consiguieron apartar del poder a los partidarios de la sucesión austríaca en la persona de Carlos de Habsburgo, de la casa de Habsburgo, apoyados por la reina Mariana de Neoburgo, segunda esposa del rey. El día 22, el embajador imperial Luis Tomás de Harrach informaba a Leopoldo I de la jugada política después del motín: Portocarrero había dado un golpe de Estado. Estaban implicados el marqués de Leganés, sobrino del cardenal Portocarrero, el conde de Benavente, sumiller de corps del Rey; el conde de Monterrey, el embajador francés Harcourt y, por supuesto, Francisco Ronquillo.

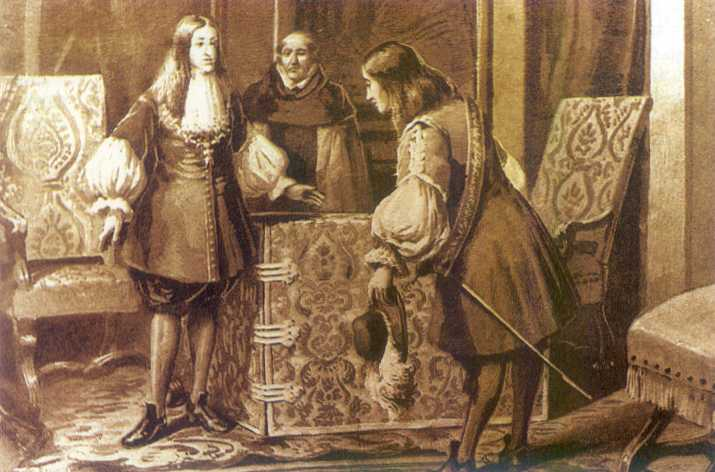
La destitución del VIII conde de Oropesa por parte del rey Carlos II tras el motín de los Gatos de 1699

La principal víctima fue la persona que ejercía las funciones del valido: Manuel Joaquín Álvarez de Toledo Portugal y Pimentel, VIII conde de Oropesa, austracista, que tras un periodo de apartamiento había vuelto al poder el año anterior en medio de una campaña de descrédito en pasquines y libelos e incluso alguna obra de teatro como El esclavo en grillos de oro, de Francisco Bances Candamo. No fue reemplazado por el cardenal Portocarrero, destacado personaje del partido opuesto borbónico, pues, aunque se le ofreció la presidencia del Consejo de Castilla, no la aceptó y se le otorgó a don Manuel Arias, Comendador de Malta, cercano al Primado y amigo de Ronquillo y Monterrey.
También fue depuesto el corregidor de Madrid, Francisco de Vargas Lezama, siendo sustituido por Francisco Ronquillo, otro miembro del partido opositor borbónico, que durante los disturbios había actuado como intermediario de las reclamaciones de la multitud, siendo llamado y vitoreado por ésta. 
Circuló una décima anónima después del motín que denuncia el malestar que originó estos hechos:

Millones, sisa, alcabala / y otras mil imposiciones / dan de comer a ladrones. / Y es, señor, vergüenza mala, / que un reino, con quien no iguala / ninguno, aunque más le sobre, / se vea mendigo y pobre.

Las consecuencias para los amotinados fueron nulas, pues apenas hubo castigos, pero como señala Teófanes Egido (1980):

«No era preciso el esfuerzo dialéctico del conde [de Oropesa] para probar la evidente realidad de que la preparación del clima que disparó el motín, el aprovechamiento de este, la explotación posterior del pánico, estuvo manipulada por las élites de poder rivales que lo que intentaban era un cambio de gobierno al amparo del descontento popular».
El motín madrileño de 1699, Teófanes Egido

Pero el hecho trascendió y fue más allá de solo un cambio de gobierno: también supuso un cambio de heredero y de dinastía reinante.
Muerto Carlos II de España al año siguiente, Felipe de Anjou fue coronado como el rey Felipe V de España y se inició la guerra de Sucesión española.

## En la cultura y el arte
El motín de los gatos se describe y desarrolla en un drama romántico de Antonio Gil de Zárate, Carlos II, el Hechizado (1837), que fue harto polémico en su estreno por la visión que daba de la iglesia a través del confesor del monarca, el dominico fray Froilán Díaz, principal responsable del exorcismo que se hizo al monarca.